# Piscinas
Piscinas (Piscinas in sardo) è un comune italiano di 759 abitanti della provincia del Sulcis Iglesiente, nell'omonima regione.

## Storia
Le origini di Piscinas, anticamente detta Pixinas, e prima ancora Piscinae, sono molto remote. Insediamenti umani nel territorio sono testimoniati sin dal Neolitico (VII-VI millennio a.C.). Esistono tracce anche delle successive civiltà nuragica, fenicio-punica e romana. In località Cungiau Sa Tutta sono state scoperte quattro tombe di età vandala databili alla prima metà del VI secolo d.C..
Nell'Alto Medioevo (VIII-X secolo d.C.) l'area risulta spopolata anche a causa della vicinanza alla costa, resasi insicura per via delle frequenti scorrerie saracene. Dopo l'anno 1000 vi fu a Piscinas l'insediamento di una comunità di monaci, la cui presenza è testimoniata da alcuni resti architettonici nell'area attualmente occupata dalla villa Salazar e dalla confinante casa, un tempo facente parte anch'essa della proprietà Salazar, che si ipotizzano essere state costruite: la prima sulla pianta della chiesa e la seconda su quella del convento.
Il territorio passò sotto il Giudicato di Cagliari, inserito nella curatoria di Sulcis, e poi, dopo la caduta di quest'ultimo, sotto il dominio pisano nel 1258, che ne concesse la signoria ai della Gherardesca, conti di Donoratico.
Dopo questi ultimi i Salti di Piscinas, passarono ad altri feudatari. Miguel Marquet possedeva le ville di Giba e Piscinas nel 1337; nel 1355 le suddette vennero concesse in feudo a Guantino de Sena, che le possedette per pochi anni, sostituito da Pietro de Milany e da Dalmazzo Jardí che ne ebbero contemporaneamente la concessione, il primo da Mariano IV d'Arborea ed il secondo dal re d'Aragona. I feudi di Piscinas entrarono quindi in possesso di Bartolomeo de Gerp, che li vendette nel 1487 a Giacomo Aragall. Nel 1513 i Bellit ereditarono la villa di Piscinas dagli Aragall. Nel 1521, secondo quanto affermato nel "de Chorographia Sardiniae", l'"oppida Piscinae" divenne proprietà di Onofrio Torrella.
Nel 1587 i Salti di Piscinas, del fu Raniero Bellit, tornarono in possesso della capitania di Iglesias, in seguito all'istanza per la restituzione alla città che il sindaco aveva promossa pochi anni prima presso il Parlamento del Viceré Moncada. In quello stesso anno Iglesias vendette i Salti di Piscinas al Magnifico Pietro Salazar.
Nel corso dei secoli XV e XVI la villa di Piscinas risulta a più riprese spopolata, a causa principalmente delle incursioni dei pirati barbareschi dovute alla sua vicinanza al mare. Nel 1572 Marco Antonio Camos, Capitano di Giustizia di Iglesias, in un rapporto sulle difese costiere della Sardegna, cita la presenza di agricoltori e pastori nei fertilissimi Salti di Piscinas e l'utilità offerta da questi nel contrastare i barbareschi. Insediamenti umani continuativi si riscontrano quindi dal XVII secolo.

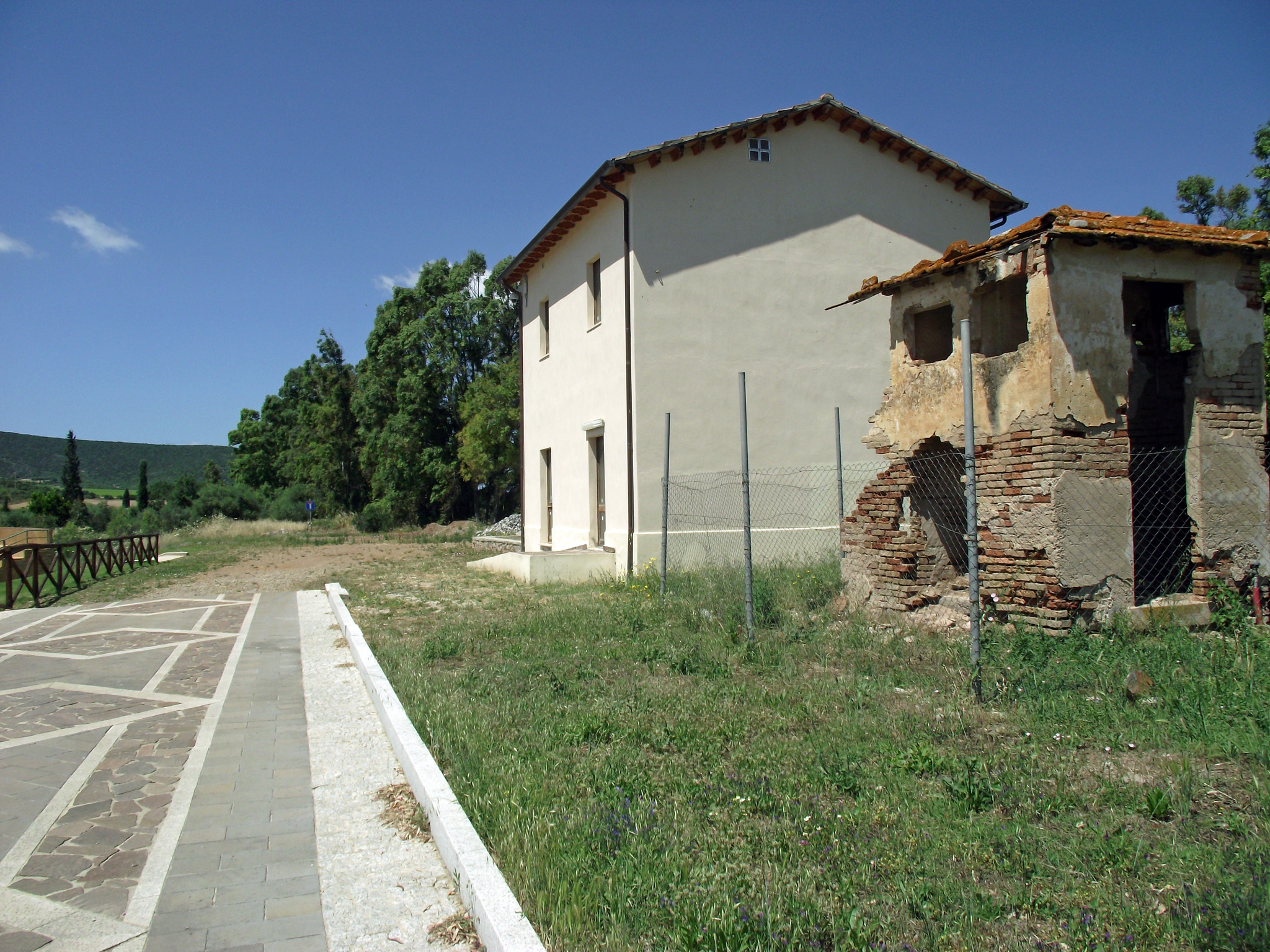
L'ex fermata ferroviaria di Piscinas

A partire dal 1592 si conservano, soprattutto nell'archivio Salazar, numerosi documenti relativi ai Salti di Piscinas, nei quali, relativamente ai secoli XVII e XVIII, si parla della presenza di case e di "terras aratorias".
All'inizio del XIX secolo risultano stabilite a Piscinas una dozzina di famiglie, e la produzione agricola è ben documentata, con un'economia autosufficiente che comprende la coltivazione di grano, lino, cereali, mandorle, ortaggi, olio ed allevamenti ovini, bovini e caprini; affiancati dalle attività artigianali di produzione dell'orbace, di tessitura del lino, di opere di fabbroferraio, ecc.
Nella seconda metà del secolo XIX, don Tomaso Salazar avviò, nelle terre di Piscinas, una sperimentale azienda di "agricoltura integrale". Piscinas è menzionata nel 1830 nel "Dizionario degli Stati Sardi", come "boddeus" raccolto intorno alla Chiesa di Santa Maria, una delle otto cappellanie della Diocesi di Iglesias, della cui esistenza si hanno notizie sin dal 1365. Il Casalis a proposito della villa dice: "questo luogo ha molta importanza dalle due copiosissime fonti termali che trovansi alla distanza di pochi minuti dall'abitato...". Di Piscinas e della sorgente termale di "S'acqua callenti" scrive anche, a metà del XIX secolo, Alberto Ferrero della Marmora che nel suo "Itinerario dell'Isola di Sardegna", ne ipotizza la derivazione del nome dalla presenza della sorgente e la descrive come borgata di Santadi.
Risale al 1884 il completamento della strada provinciale. Nel 1926 fu inaugurata invece la linea ferroviaria per Siliqua e Calasetta con relativa fermata, entrambe dismesse nel 1974.
Legata storicamente ed amministrativamente al comune di Giba, Piscinas è divenuta comune autonomo nel 1988.

### Simboli
Lo stemma e il gonfalone del Comune di Piscinas sono stati concessi con decreto del presidente della Repubblica del 3 marzo 2005.
(D.P.R. del 3 marzo 2005)
Nella prima metà, le tredici stelle d'oro in campo rosso sono riprese dallo stemma della famiglia Salazar.
Il gonfalone è un drappo partito di bianco e di rosso.

## Monumenti e luoghi d'interesse

### Architetture religiose
- Chiesa Nostra Signora della Neve

### Architetture civili
- Villa Salazar : villa appartenente alla nobile famiglia dei Salazar, fu costruita nel XIX secolo su progetto dell'Ingegner Giorgio Asproni junior (nipote del più noto Giorgio Asproni), sulle terre che la famiglia possedette sin dal 1587, anno in cui il Salto di Piscinas venne acquistato da don Perochet Salazar. La villa nel 2002 è stata acquistata dal comune.

### Siti archeologici
- Nuraghe Monte Murreci

## Società

### Evoluzione demografica
Abitanti censiti

### Lingue e dialetti
Accanto all'italiano, vi si parla una variante del sardo, il campidanese sulcitano.

### Religione
La maggior parte degli abitanti del comune di Piscinas è di religione cristiana cattolica.

### Tradizioni e folclore
La santa patrona del paese è la Madonna della Neve, la cui festa è il 5 agosto, giorno in cui il paese organizza la santa messa seguita da una processione, con due buoi che trasportano in una teca di vetro la Vergine.

## Amministrazione
| Periodo         | Periodo         | Primo cittadino | Partito                                               | Carica  | Note |
| --------------- | --------------- | --------------- | ----------------------------------------------------- | ------- | ---- |
| 30 maggio 2010  | 31 maggio 2015  | Mariano Cogotti | Lista civica "Al servizio del cittadino"              | Sindaco |      |
| 31 maggio 2015  | 26 ottobre 2020 | Mariano Cogotti | Lista civica "Per Piscinas"                           | Sindaco |      |
| 26 ottobre 2020 | in carica       | Mariano Cogotti | Lista civica "Per Piscinas al servizio del cittadino" | Sindaco |      |